# 진주 연계재 고문헌
진주 연계재 고문헌(晋州 蓮桂齋 古文獻)은 대한민국 경상남도 진주시에 있는 조선시대의 고문헌이다.
2005년 3월 31일 경상남도의 유형문화재 제424호 진주연계재소장고문헌으로 지정되었다가, 2018년 12월 20일 현재의 명칭으로 변경되었다.

## 개요
연계재의 향안은 일부 향안이 상당부분 도할된 채로 보관되어 있고, 또 일부 향안에는 당시 향안이 훼손된 상황을 알려주는 글이 있어 당시 향안입록을 둘러싸고 각 가문과 계층간에 첨예하게 대립했던 모습들을 알려주는 내용을 담고 있다. 또한, 향안의 원본으로서 다른 곳에서는 발견되지 않는 당시 사회모습의 일단을 그대로 보여주는 중요한 자료이다.
현재 각 가문에는 1910년에 만들어진 연방안과 계방안을 한 책으로 합쳐 인쇄하거나 필사한 책자인 "연계안"이 소장되어 있는 경우가 많다. 연계재의 연계안은 각 시기별로 만들어진 것이 한꺼번에 존재하는 전국적으로 매우 드문 자료로 당시 진주지역의 유력가문의 상태를 살피는 중요한 자료이다.

## 참고 문헌
- 진주 연계재 고문헌 - 국가유산청 국가유산포털